# Simon Peyron
Simon Johan Peyron, född 8 november 1993 i Sätila församling, Älvsborgs län, är en svensk sångare, mest känd som huvudsångare i metalbandet Outtrigger. Tillsammans med bandet deltog han i Melodifestivalen 2014 med låten "Echo", som tog sig vidare till Andra chansen. Han tävlade igen 2020, denna gång med Ellen Benediktson och låten "Surface" som de framförde i den fjärde deltävlingen i Malmö den 22 februari 2020. De tog sig där till Andra chansen i Eskilstuna där de senare åkte ut.
Peyron lever idag ihop med programledaren Malin Olsson och tillsammans har de två döttrar, födda 2017 och 2021.

## Diskografi

### Singlar
- 2020 – Surface (Warner Music Sweden), tillsammans med Ellen Benediktson.[3]

### Medverkar på album
- 2015 – F4UR (Escape Music) med Radioactive.[4]

- 2016 – #SoyHumana (Alias Music) med Chenoa.[5]

## Kompositioner
- 2016 – Entra En Mi Realidad med Chenoa, skriven tillsammans med Chenoa och Maria Marcus.[5]

- 2017 – Keep Me med Imminence.[6]

- 2017 – Ivory Black med Imminence.[6]

### Fotnoter
1. ↑  Sveriges befolkning
2000:
Peyron, Simon Johan
(1993-11-08)
Försäkringskassan, uttag avseende 20001231 (2014)
2. 1 2  ”Malin Olsson sambo med Outtrigger-sångare” (på svenska). Norrländska socialdemokraten. 29 oktober 2014. Arkiverad från originalet den 23 februari 2020. https://web.archive.org/web/20200223150831/https://www.nsd.se/noje/malin-olsson-sambo-med-outtrigger-sangare-8839858.aspx. Läst 23 februari 2020.
3. ↑  ”Ellen Benediktson, Simon Peyron – Surface”. Discogs. 10 mars 2020. https://www.discogs.com/release/14826075-Ellen-Benediktson-Simon-Peyron-Surface. Läst 16 februari 2023.
4. ↑  ”Radioactive (7) – F4UR”. Discogs. 10 mars 2020. https://www.discogs.com/release/7995084-Radioactive-F4UR. Läst 16 februari 2023.
5. 1 2  ”Chenoa – #SoyHumana”. Discogs. 10 mars 2020. https://www.discogs.com/release/8352458-Chenoa-SoyHumana. Läst 16 februari 2023.
6. 1 2  ”Ellen Benediktson, Simon Peyron – Surface”. Discogs. 10 mars 2020. https://www.discogs.com/release/14826075-Ellen-Benediktson-Simon-Peyron-Surface. Läst 16 februari 2023.